# Норманско нашествие в Англия
Норманското нашествие в Англия се води от Уилям Завоевателя (William the Conqueror) през 1066 г. и завършва с успех в Битката при Хейстингс, като в резултат се установява норманско владичество в Англия.
Норманското нашествие е преломно събитие за английската история по ред причини. Нашествието свързва Англия с континентална Европа чрез въвеждането на норманска аристокрация, в резултат на което се намалява скандинавското влияние. То създава една от най-могъщите монархии в Европа и поражда усъвършенствана система на управление. Нашествието променя английския език и култура и поставя началото на съперничеството между Англия и Франция, което продължава с прекъсвания до XIX век. То изиграва иронична роля за националното самосъзнание на англичаните като последното успешно военно завладяване на Англия.

## Предистория
Интересът на норманите към Англия произтича от втория брак през 1002 г. на английския крал Етълред Бавния с Ема, сестра на тогавашния нормански херцог Ришар II Добрия. Синът на Етълред и Ема, Едуард Изповедника, става крал на Англия през 1042 г. Преди това обаче Англия е управлявана от датски крале и Едуард е изгнаник в продължение на 25 години точно в Нормандия. Оттам той познава внука на Ришар Добрия, младия херцог Уилям, който, макар и само около 14-годишен, през 1041 вероятно е помогнал за завръщането в Англия на по-възрастния си братовчед, за да може той да вземе властта там през следващата година. Уилям изглежда е очаквал отплата за това от страна на Едуард и, когато става ясно, че английският крал-светец (вероятно обрекъл се на безбрачие) ще остане бездетен, у него се зараждат апетити да стане престолонаследник на Англия. Едуард може би сам е подхранвал надеждите на братовчед си, използвайки за дипломатически коз липсата на наследник. Нещо повече, според самия Уилям, Едуард го е обявил за престолонаследник по време на негово посещение в Англия през 1051 или 1052. А през 1064 Едуард изпраща на дипломатическа мисия в Нормандия своя шурей Харолд, граф на Уесекс, най-влиятелния благородник в Англия и един от претендентите за негов наследник. Нормандските хроникьори твърдят, че по време на това пътуване Харолд се е заклел да подкрепи претенциите на Уилям и да признае правото му върху английския престол. Това обаче е спорно. Други източници твърдят, че Харолд е претърпял корабокрушение на нормандския бряг и е бил пленен от Уилям. По този начин обещанието е било дадено под натиск и Харолд може да се е чувствал свободен да го наруши.

## Война за Англия
Когато Едуард Изповедника умира бездетен в началото на 1066, събранието на английските първенци одобрява коронацията на Харолд. Тя се провежда на 5 януари 1066 г. и така новият крал на Англия е Харолд II. Уилям реагира моментално и си осигурява подкрепата на папата за нападение над Англия.
Други обаче действат още по-бързо – изгоненият от Англия бивш граф на Нортъмбрия и брат на крал Харолд, Тостиг, организира нашествие още през май 1066 г., а през септември обединява силите си с нахлулите на острова норвежки войски на Харалд Хардрада. Кралят на Норвегия също е претендент за английския престол и новият английски крал, който вече очаква нападение откъм Нормандия, е принуден да промени плановете си и да се насочи на север, за да посрещне норвежкия крал и размирния си брат. На 25 септември той разбива войските им при Стамфорд Бридж, близо до Йорк, а Хардрада и Тостиг са убити в битката.
През това време норманският херцог Уилям събира флота от около 600 кораба и армия от 7000 души. Той тръгва да пресича Ламанша още през август и вероятно е планирал да нахлуе в Англия през остров Уайт и залива на Саутхамптън. Плановете му са осуетени от лошо време и насрещни ветрове и нашествието е забавено с повече от месец, а флотата му, претърпяла известни загуби, се насочва към по-източна точка от английския бряг. Така Уилям акостира в Южна Англия само дни след победата на Харолд II над норвежките войски. По ирония на съдбата, неприятностите за Уилям се превръщат в големия му шанс – ако е бил пристигнал през август, както е планирал, той е щял да бъде посрещнат от една свежа и числено превъзхождаща го английска армия и вероятно е щял да бъде разбит.
При така стеклите се обстоятелства, той успява да акостира в Певънзи на 28 септември и разполага силите си от стрелци и пехота в близост до селището Хейстингс. Крал Харолд II отговаря на предизвикателството веднага – избързва на югоизток с близка по численост армия, която обаче е изморена след битката при Стамфърд Бридж. Вероятна причина за прибързаните му действия (той би могъл да изчака и да събере подкрепления в Лондон) е това, че районът, в който навлиза врагът, е част от личното феодално владение на Харолд и той приема действията му като провокация.
Англосаксонските сили пристигат на мястото на битката късно вечерта на 13 октомври. Решителното сражение е на следващата сутрин и остава в историята като Битката при Хейстингс от 14 октомври 1066. В нея отначало преимуществото е на страната на англосаксонсците, но войските на нормандския херцог обръщат развоя ѝ, а изходът ѝ става окончателно ясен, когато крал Харолд пада убит. Според най-разпространената версия, може би легендарна, последният англосаксонски крал е поразен в окото от стрела.
Това е ключовият момент в събитията, които днес наричаме Норманско нашествие. След като не успява да влезе в Лондон, Уилям се насочва към Уолингфърд, където част от англосаксонската аристокрация минава на негова страна. Изправени пред възможността за продължителна обсада на столицата, останалите първенци също се отказват от по-нататъшна борба. Съпротивата до този момент е организирана от името на непълнолетния по това време законен наследник на английския престол Едгар Етелинг, правнук на англосаксонския крал Етълред Бавния от първата му жена, кралица Алфгифу. Именно младият Едгар обаче е начело на делегацията, която посреща Уилям при Бъркамстед и му предлага английската корона. Новият крал Уилям I е коронясан на Коледа, 25 декември 1066 в Уестминстърското абатство. Така се поставя и началото на новата Нормандска династия и на нова страница в историята на Англия.
Въпреки че Южна Англия бързо се предава на норманската власт, съпротивата в различни точки на страната, особено на север, продължава поне още няколко години. Незаконнородените синове на Харолд II опитват да завладеят югоизточния полуостров. Въстания избухват и в блатистите местности на Уелс и в Стафърд. Има и отделни опити за инвазия на датчаните и шотландците. Последната сериозна искра на съпротива е Бунтът на графовете през 1075.